# Ольсдорф (Айфель)
Ольсдорф (нем. Olsdorf) — община в Германии, в земле Рейнланд-Пфальц.
Входит в состав района Айфель-Битбург-Прюм. Подчиняется управлению Битбург-Ланд. Население составляет 90 человек (на 31 декабря 2010 года). Занимает площадь 3,14 км².